# المركز السعودي للموسيقى
المركز السعودي للموسيقى هو مركز موسيقي وأكاديمي لدراسة الموسيقى وممارستها والتدريب عليها، يُعد الأول من نوعه في المملكة العربية السعودية وله 3 فروع. يقع المركز الرئيسي في العاصمة الرياض، ومركزين آخرين في مدينتيّ جدة والخبر. تأسس المركز ضمن استراتيجية "إنشاء أكاديميات الموسيقى الرئيسية" لهيئة الموسيقى وبدأ المركز رسميًا باستقبال طلبات التسجيل عام 2022.

## الأكاديمية الموسيقية
يوفّر المركز السعودي للموسيقى دروسًا نظرية وتطبيقية في الموسيقى لمساريّ المحترفين والهواة، على مختلف الآلات الموسيقية العربية والغربية، وإنتاج موسيقى الكمبيوتر، ومهارات تنسيق الأغاني، والغناء، وتخصصات موسيقية أخرى. كما يقدم مجموعة متنوعة من البرامج والفعاليات يشمل ذلك: ورش العمل والمحاضرات والحفلات الموسيقية والعروض المسرحية. ويوفر أيضًا المرافق اللازمة لصناعة الموسيقى حيث يحتوي على أكثر من 15 معملًا للفيديو والصوت، وغرف للتمرين والمعالجة الصوتية بأحجام مختلفة، واستوديوهات للتسجيل، وقاعات للحفلات الموسيقية، وقاعات بروفة، وغُرف تنسيق الأغاني، ومحطات عمل لموسيقى الكمبيوتر.

## دور المركز
يعمل المركز على تعزيز التعاون المحلي والدولي في مجال الموسيقى من خلال تنظيم المهرجانات والمؤتمرات وورش العمل الدولية. ويستقطب موسيقيين محترفين وخبراء من جميع أنحاء العالم لتبادل المعرفة والمهارات وتعزيز التعاون الثقافي. بالإضافة إلى ذلك يسعى المركز السعودي للموسيقى للمساهمة في تطوير التعليم الموسيقي في السعودية.